# Problepsis clemens
Problepsis clemens är en fjärilsart som beskrevs av Lucas 1890. Problepsis clemens ingår i släktet Problepsis och familjen mätare. Inga underarter finns listade i Catalogue of Life.